# Hyleorus arctornis
Hyleorus arctornis là một loài ruồi trong họ Tachinidae.